# Đền Thánh Fátima
Đền Thánh Fátima (Santuário de Fátima), tên chính thức là Đền Đức Mẹ Mân Côi tại Fátima (Santuário de Nossa Senhora do Rosário de Fátima), là một trung tâm hành hương được cung hiến cho Đức Mẹ Fátima tọa lạc tại thành phố Fátima, huyện Ourém, Bồ Đào Nha. Đền Thánh Fátima là một tổ hợp gồm nhiều công trình Công giáo trong đó Vương cung thánh đường Đức Mẹ Mân Côi (Basílica de Nossa Senhora do Rosário) là công trình trọng điểm.
Bên cạnh Vương cung thánh đường, Đền Thánh còn có Nhà nguyện Cầu Nguyện Liên Lỉ (Capela do Lausperene), một cây sồi lớn đứng gần nơi mà Đức Mẹ hiện ra vào năm 1917, một bức tượng Thánh Tâm Chúa Giêsu (Monumento ao Sagrado Coração de Jesus) và Nhà nguyện Đức Mẹ Hiện Ra (Capelinha das Aparições), bao quanh khu vực được cho là nơi 3 chứng nhân Lúcia dos Santos, Francisco và Jacinta Marto thấy Đức Maria Đồng trinh hiện ra lần đầu tiên với mình. Ngoài ra còn có nhiều công trình kiến trúc và tượng đài khác được dựng lên để kỉ niệm những năm mừng kính phép lạ tại Fátima.
Phía đối diện của quần thể đền thánh có Vương cung thánh đường Thiên Chúa Ba Ngôi được khánh thành sau năm 1953 để đáp ứng nhu cầu hành hương và phụng tự quy mô lớn thay cho Đền Thánh Fátima với sức chứa có giới hạn.

## Kiến trúc
Đền Thánh Fátima được xây dựng từng phần và có một phần diện tích thuộc Cova da Iria, nơi mà 3 em mục đồng chứng kiến Đức Mẹ Mân Côi hiện ra (về sau bà được giáo dân và những người hành hương gọi là Đức Mẹ Fátima). Quần thể đền bao gồm nhiều tòa nhà, đền thờ và tượng đài kỷ niệm những sự kiện tôn giáo, chính trị và xã hội xảy ra sau khi phép lạ tại Fátima được lan truyền, nằm rải rác trong quần thể và tạo thành một cảnh quan kiến trúc rộng lớn với điểm nhấn là Vương cung thánh đường Đức Mẹ Mân Côi và Vương cung thánh đường Thiên Chúa Ba Ngôi. Nằm ngay chính giữa của quần thể Đền Thánh là Nhà nguyện Đức Mẹ Hiện Ra với diện tích khá khiêm tốn với mái che được xây dựng kiên cố và bao quanh – đây được cho là nơi Đức Mẹ đã hiện ra nhiều lần và cũng là nơi mà những người hành hương đầu tiên quy tụ để kính thờ Đức Mẹ Fátima.

### Vương cung thánh đường Đức Mẹ Mân Côi

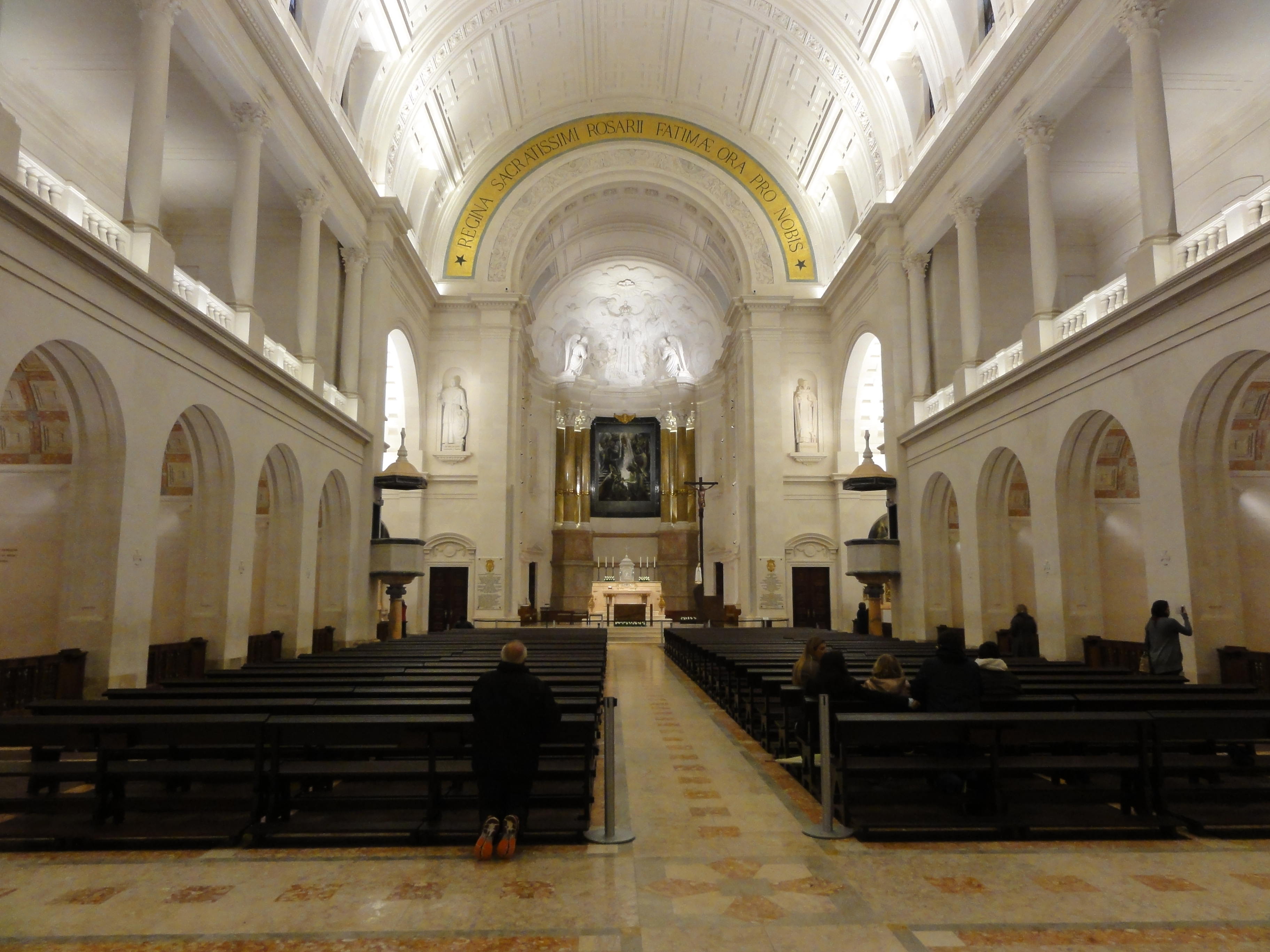
Bên trong Vương cung thánh đường Đức Mẹ Mân Côi

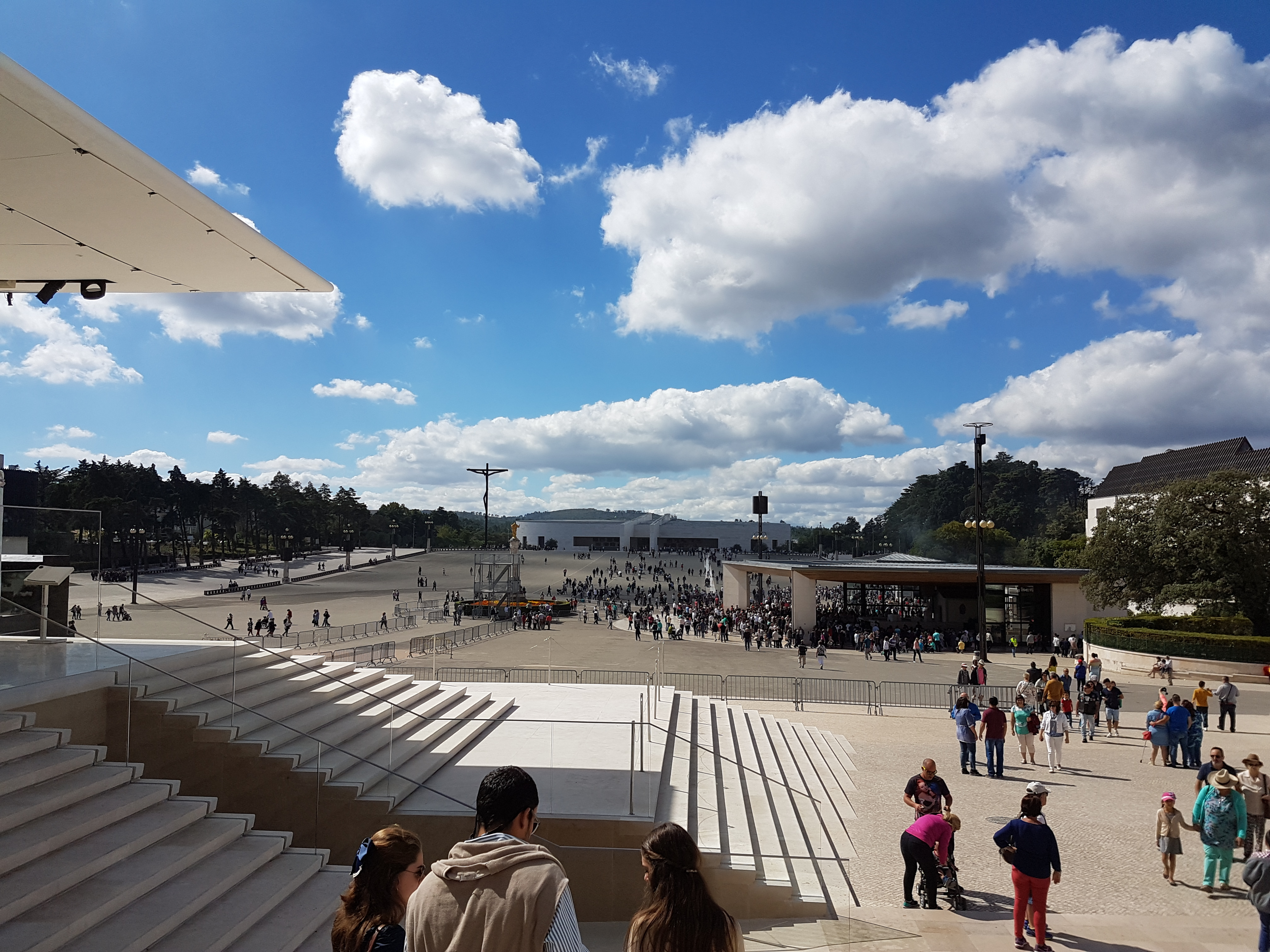
Quảng trường của vương cung thánh đường Đức Mẹ Mân Côi, phía bên trái của hình là Nhà nguyện Đức Mẹ Hiện Ra.

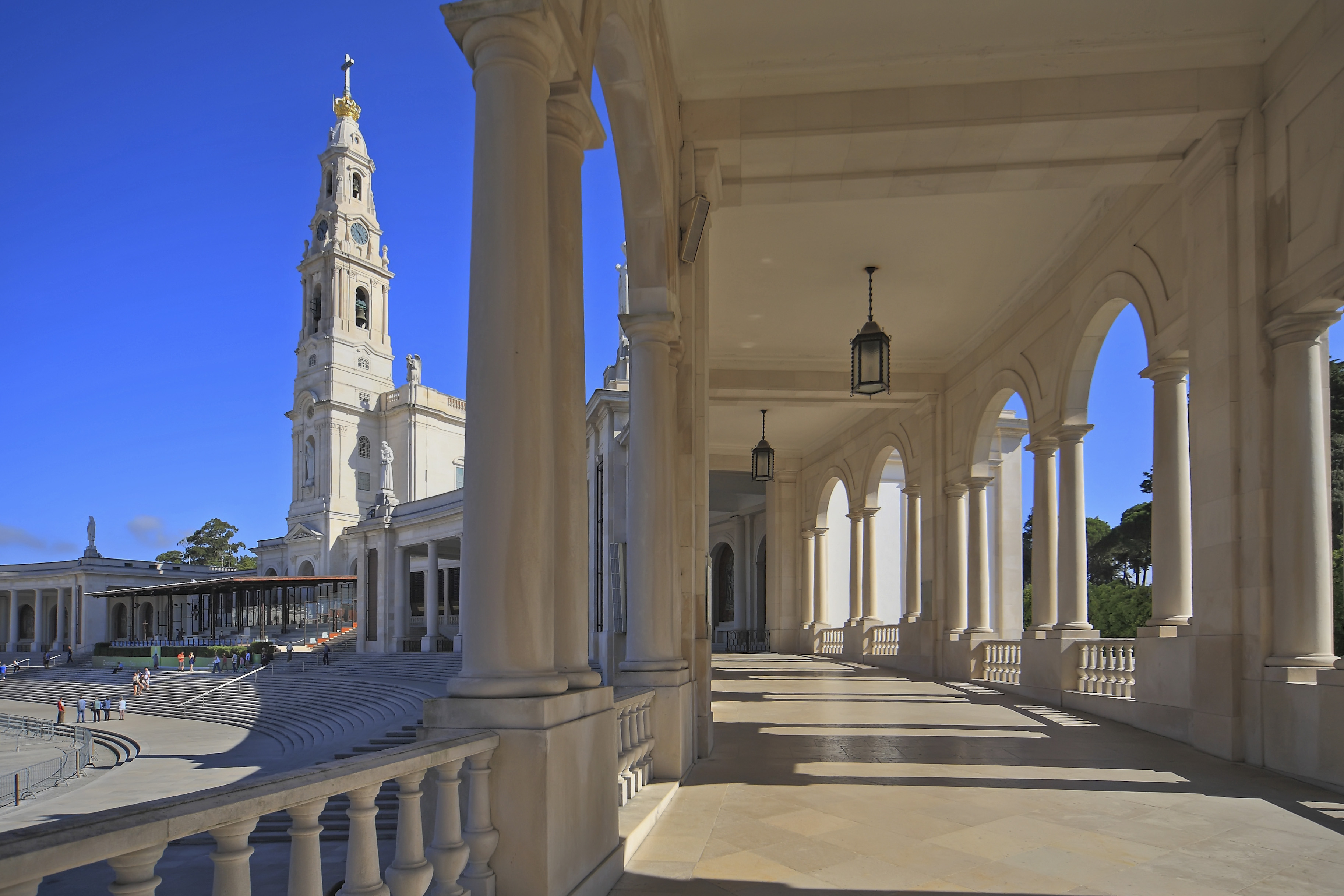
Mặt bên của vương cung thánh đường Đức Mẹ Mân Côi

Vương cung thánh đường Đức Mẹ Mân Côi gồm có một tháp chuông và gian giữa nhà thờ, tổng chiều cao là khoảng 65 mét, ở trên chóp của tháp chuông có đặt một vương miện bằng đồng nặng 7.000 kilôgram và một thánh giá tích hợp đèn chiếu sáng. Tháp chuông của Vương cung thánh đường phong cách có phần tương đồng với tháp chuông của nhà thờ Clérigos. Ngôi thánh đường này được thiết kế bởi Gerardus Samuel van Krieken, một kiến trúc sư người Hà Lan, sinh ra tại Rotterdam và từng đi học tại Genève. Ông van Krieken đến Bồ Đào Nha và năm 1889 để làm giảng viên tại một trường kỹ thuật công nghiệp mang tên Escolas Técnicas Industriais, rồi được bổ nhiện vào giảng dạy môn mỹ thuật trang trí tại trường Escola Industrial Infante D. Henrique. Sau này ông lập gia đình và chuyển về sống tại thành phố Porto. Vương cung thánh đường do ông là người thiét kế và điều hành việc xây dựng cho sát với bản vẽ đã được cung hiến cho Đức Mẹ Mân Côi.
Dàn chuông chùm carillon bao gồm 62 chiếc chuông được tôi luyện và chế tác bởi một nghệ nhân người Braga (Brasil), ông José Gonçalves Coutinho, tại Fátima. Trong đó, chiếc có khối lượng lớn nhất nặng khoảng 3.000 kilôgram với quả lắc nặng 90 kilôgram. Chiếc đồng hồ trên phần thân tháp chuông là sản phẩm của nghệ nhân Bento Rodrigues, cũng đến từ Braga. Các pho tượng thiên sứ bài trí trên mặt tiền của nhà thờ là tác phẩm của ông Albano França. Một bức tượng Trái Tim vô nhiễm nguyên tội của Mẹ Maria có chiều cao 4,73 mét và nặng 14 tấn được đặt phía trước một hốc không sâu của tháp chuông.
Trên mái cổng tam giác ở vị trí lối vảo của vương cung thánh đường bài trí một bức tranh khảm cho thấy Thiên Chúa Ba Ngôi đội vương miện cho Mẹ Maria. Bức tranh này do các chức sắc tại thánh Vatican thực hiện và được ban phúc lành bởi Hồng y Eugénio Paccelli, người về sau trở thành Giáo hoàng Piô XII và được gọi là "vị Giáo hoàng của Fátima. Tiến vào trước lối vào của gian giữa, ta có thể thấy một bức tượng Đức Mẹ Fátima trên hốc của phần tường phía trên lối vào. Bức tượng này do một linh mục người Mỹ Tôma McGlynn chế tác. Ông đã dành nhiều thời gian bàn thảo cùng Chị Lúcia và được chị diễn tả chi tiết ngoại hình của Đức Mẹ khi bà hiện ra với các em mục đồng. Vị linh mục đã chế tác bức tượng có ngoại hình khác xa với hoạch định ban đầu trước khi xin ý kiến của Chị Lúcia, tuy nhiên có thể thấy rõ rằng đây là một nỗ lực chung của  thị chứng nhân và nhà điêu khắc, và vì thế bức tượng này thể hiện chính xác nhất ngoại hình của Đức Mẹ Fátima. Bức tượng Đức Mẹ Fátima được trao cho Đền Thánh vào năm 1958 như một món quà của cộng đoàn tín hữu Công giáo Hoa Kỳ.
Các tấm cửa sổ kính màu của nhà thờ miêu tả nhiều cuộc hiện ra của Đức Mẹ tại Fátima, và bên trong cung thánh bài trí 15 bàn thờ dành riêng cho 15 mầu nhiệm Kinh Mân Côi. Bức tượng của các thánh Antôn Maria Claret, thánh Đa Minh, thánh Gioan Eudes và thánh Stêphanô, vua người Hungary được đặt tại bốn góc của vương cung thánh đường; họ đều là những tông đồ lớn của Kinh Mân Côi và là những người sùng kính Trái Tim vô nhiễm nguyên tội của Đức Mẹ.
Một cây đàn đại phong cầm gồm năm bộ phận (Grand Orgue, Positif, Récit, Écho và Solo), điều khiển thông qua một dàn gồm năm bàn phím và các bàn đạp, được đặt tại khu vực dàn hợp xướng. Cây đàn có xấp xỉ 12.000 ống làm bằng chì, thiếc hoặc là gỗ (với ống lớn nhất cao 11 mét và ống nhỏ nhất cao 9 milimét) và có thể chơi được 152 khoảng âm. Ban đầu chiếc đàn này được chia nhỏ ra thành 5 bộ phận và đặt rải rác trong gian chính nhà thờ, tuy nhiên đến năm 1962 thì các bộ phận này được hợp nhất và được đặt tại vị trí hiện tại.

### Nhà nguyện Thánh Cầu Nguyện Liên Lỉ
Nhà nguyện Thánh Cầu Nguyện Liên Lỉ (tiếng Bồ Đào Nha: Capela do Sagrado Lausperene) nằm về phía đầu mút bên trái của dàn cột ở mặt tiền Vương cung thánh đường Đức Mẹ Mân Côi. Tại lối vào của nhà nguyện bài trí một bức tranh kính màu ghép về bánh manna trên sa mạc và Bữa Tiệc Ly.

### Nhà nguyện Đức Mẹ Hiện Ra

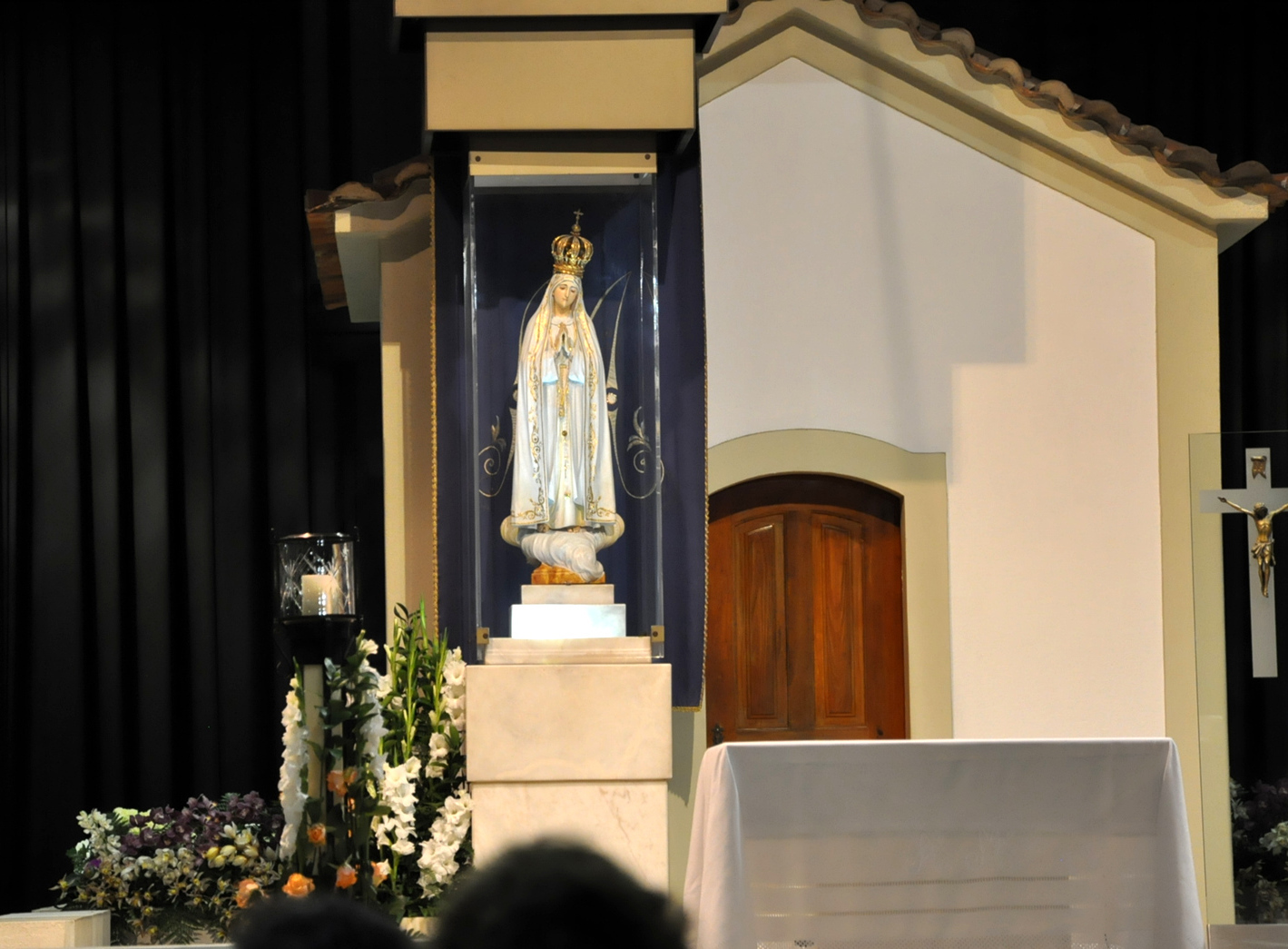
Nhà nguyện Đức Mẹ Hiện Ra tại Cova da Iria (Fátima, Bồ Đào Nha)

Nhà nguyện Đức Mẹ Hiện Ra (tiếng Bồ Đào Nha: Capelinha das Aparições) tọa lạc tại trung tâm của Đền Thánh Fátima: nằm chính xác tại nơi Đức Mẹ hiện ra cho các trẻ mục đồng. Vị trí Đức Mẹ đứng được đánh dấu bằng một cột đá hoa cương lớn với một hộp kính trong suốt cùng tôn tượng Đức Bà Fátima đặt ở bên trong.